# Gregor Mackintosh

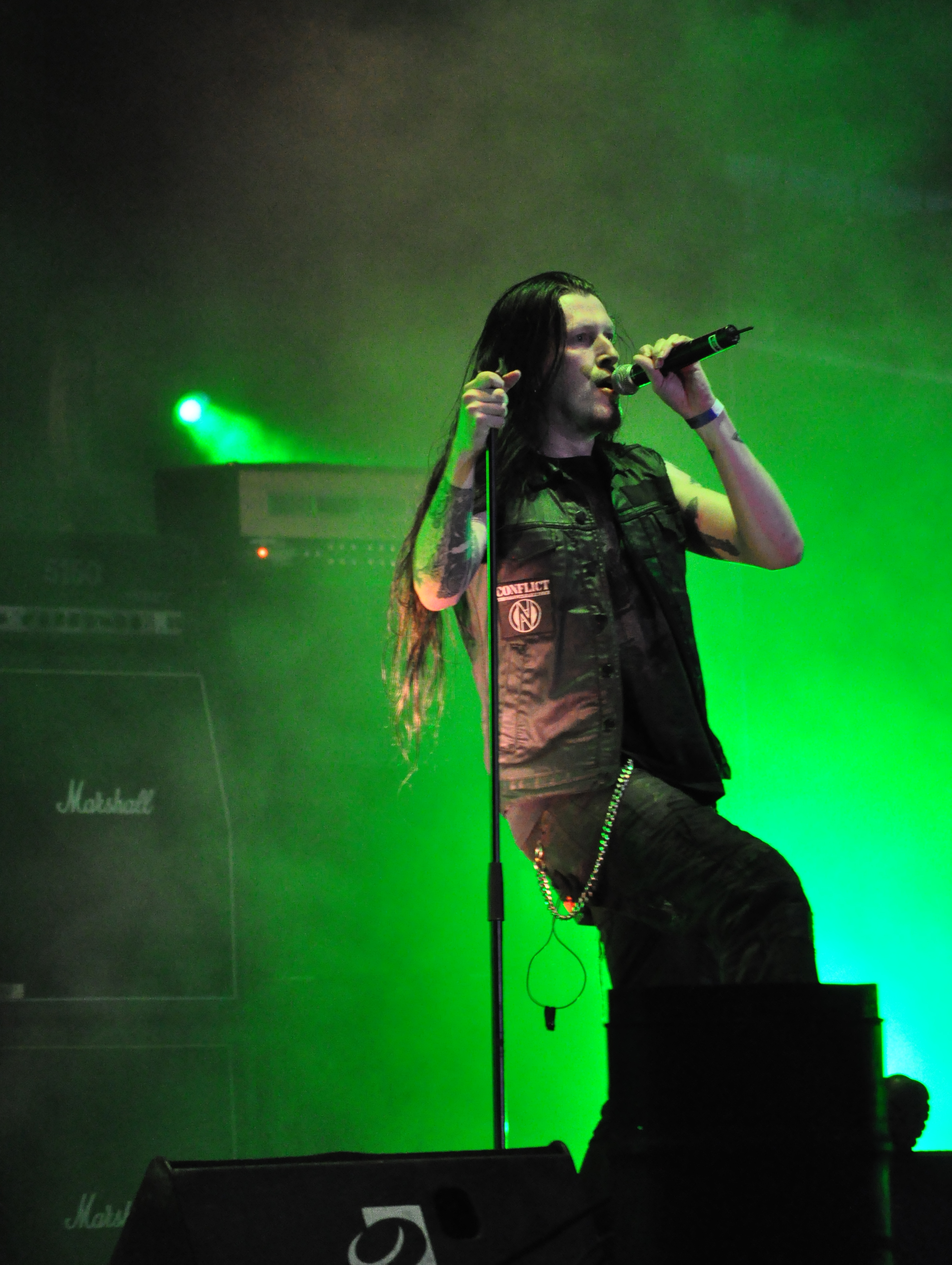
Gregor Mackintosh auf dem Party.San 2012

Gregor „Greg“ Mackintosh (* 20. Juni 1970 als Gregory John Mackintosh) ist ein englischer Metal- und Rock-Gitarrist, Sänger und Songwriter. Er wurde durch seine langjährige Tätigkeit als Songschreiber und Gitarrist für die Band Paradise Lost bekannt. Von 2010 bis 2018 war er Sänger, Gitarrist und Songwriter von Vallenfyre. Seit 2018 ist er Sänger, Gitarrist und Songwriter von Strigoi.

## Werdegang
Mackintosh kam 1981 durch seinen älteren Bruder mit extremer Musik in Berührung, darunter Hardcore-Bands wie Discharge, English Dogs und Conflict. Auch begann er, Motörhead und Black Sabbath kennenzulernen. Ab 1984 interessierte er sich auch für Bands wie Hellhammer, Amebix und Antisect, die Metal- und Hardcore-Elemente verschmolzen. Er widmete sich dem Tape-Trading und lernte die Musik von Autopsy, Napalm Death, Morbid Angel, Repulsion und den Entombed-Vorgängern Nihilist kennen. Mit Matthew Archer und Nick Holmes gründete Mackintosh Ende 1987 Paradise Lost, wo er zunächst zusätzlich Doom-Einflüsse von Trouble, Saint Vitus und Candlemass verarbeitete. Mackintosh war auf allen Alben der Band Hauptsongwriter, Nick Holmes schrieb die Texte.
Im Verlaufe der Zeit wandelte sich die Musik von Paradise Lost in Richtung des Dark Rock. Mackintosh widmete sich neben dem Songwriting, das zu dieser Zeit überwiegend auf dem Keyboard stattfand, der Programmierung von Synthesizern. Dabei distanzierten sich die Bandmitglieder zeitweise von ihren Metal-Einflüssen. So sagte Nick Holmes über Mackintosh, dieser habe „nie etwas mit Metal zu tun“ gehabt. „Seit ich ihn kenne, hört er Punk und Gothic.“
Auf den Paradise-Lost-Alben seit Mitte bis Ende der 2000er-Jahre fand die Band jedoch zu ihrem charakteristischen Stil der Anfangsjahre zurück. 2008 sagte Mackintosh:

„Ich habe eigentlich immer Metal gehört. Manchmal finde ich Metal inspirierend, manchmal einfach nur langweilig. Derzeit habe ich wieder eine inspirierende Phase. Das sind schon eine Menge Bands dabei, die ich mag. Ich habe zwar keinen iPod, da ich damit nicht zurecht komme (lacht). Wenn ich einen hätte, würde ich wohl noch viel mehr andere Musik hören. Aber ich finde auch alte Kirchen-Aufnahmen gut, was viele bestimmt sehr langweilig empfinden würden...einfach nur murmelnder Mönch-Gesang. Auch viel Klassik. Einfach querbeet, da setze ich mir keine Grenzen. Meistens ist es "elende" oder "böse" Musik, alte Bathory beispielsweise.“

Insbesondere wandte sich Mackintosh dann nach dem Tod seines Vaters Ende 2009 mit Vallenfyre härteren Death-Metal-Klängen zu.
2022 gründete er zusammen mit seinem Paradise-Lost-Kollegen Nick Holmes das Synth-Rock-Duo Host.

## Stil
Mackintosh ist Linkshänder und spielt spezielle Linkshänder-Gitarren.